# Chrysichthys duttoni
Chrysichthys duttoni är en fiskart som beskrevs av Boulenger, 1905. Chrysichthys duttoni ingår i släktet Chrysichthys och familjen Claroteidae. IUCN kategoriserar arten globalt som livskraftig. Inga underarter finns listade i Catalogue of Life.